# Eugenia librevillensis
Eugenia librevillensis är en myrtenväxtart som beskrevs av Gerda Jane Hillegonda Amshoff. Eugenia librevillensis ingår i släktet Eugenia och familjen myrtenväxter. Inga underarter finns listade i Catalogue of Life.